# José Roberto Figueroa
José Roberto Figueroa Padilla (Olanchito, 15 de dezembro de 1959 – Estados Unidos, 24 de maio de 2020) foi um futebolista hondurenho, que atuava como atacante.

## Carreira
Figueroa fez parte do elenco da histórica Seleção Hondurenha de Futebol da Copa do Mundo de 1982, atuando em três partidas. 

## Morte
Morreu no dia 24 de maio de 2020 nos Estados Unidos.